# Yahya Ould Ahmed El Waghef
Pour les articles homonymes, voir Yahya.
Yahya Ould Ahmed El Waghf (en arabe : يحيى ولد أحمد الواقف), né le 30 juin 1960 à Moudjéria (Mauritanie, est un homme d'État mauritanien.
Ministre Secrétaire Général de la présidence de la République de 2007 à 2008, il est nommé Premier ministre par le président de la République Sidi Ould Cheikh Abdallahi en mai 2008 et occupe cette fonction jusqu’au coup d’'État militaire d’août 2008. Il est désormais directeur général du Bureau international pour le conseil, l'audit et la représentation.

## Biographie

### Début de carrière
Le 27 aout 2003, il est nommé par décret gouvernemental directeur du parc national du Banc d'Arguin. De 2005 à 2006, il est nommé directeur général d'Air Mauritanie.

### Ministre secrétaire général de présidence de la République
Yahya Ould Ahmed El Waghf est nommé le 28 avril 2007 au poste de Ministre secrétaire général de la présidence de la République . Il prend la présidence du comité interministériel chargé du rapatriement des réfugiés mauritaniens vivant au Sénégal et au Mali depuis leur expulsion en 1989. Sous l’égide du Haut Commissariat des Nations unies pour les réfugiés (HCR), il conduit la première rencontre officielle au camp de Dagana, regroupant 1 500 réfugiés le long de la frontière sénégalo-mauritanienne.

### Premier ministre
À la suite de la démission de Zeine Ould Zeidane le 6 mai 2008, Waghf est nommé Premier ministre le même jour par le président Sidi Mohamed Ould Cheikh Abdallahi.
Le 6 août 2008, le président Abdallahi et Waghf sont arrêtés à Nouakchott par des militaires lors du Coup d'État d'août 2008 en Mauritanie mené par le chef de la garde présidentielle (BASEP), le général Mohamed Ould Abdel Aziz. La Commission européenne, l’ONU et l’Union africaine condamnent le putsch. Il est libéré le 11 août 2008.
Le 20 novembre 2008, l'ancien premier ministre est à nouveau écroué avec quatre autres prévenus, « accusés d'avoir manigancé la faillite » de la compagnie Air Mauritanie qu'il avait dirigée entre 2005 et 2006. A la demande de l'opposition et de la communauté internationale, il est remis en liberté le 4 juin 2009 après 6 mois de détention.

## Synthèse des fonctions et mandats

### Fonctions ministérielles
- 28 avril 2007 - 5 mai 2008 : ministre secrétaire général de la Présidence de la République
- 6 mai 2008 - 6 août 2008 : Premier ministre